# Toigetation
Vườn vệ sinh cho học sinh nghèo vùng cao có tên tiếng Anh là Toigetation do công ty H&P Architects thiết kế và hoàn thành tại Trường Sơn Lập, xã Sơn Lập, huyện Bảo Lạc, Cao Bằng năm 2014.
Vườn vệ sinh này là một Không gian bao gồm nhà vệ sinh kết hợp phòng tắm giặt và có trang trí từ thảm thực vật.

## Thiết kế
Công trình được tạo nên bởi nhân lực và vật liệu sẵn có tại địa phương cùng với cách thức xây dựng đơn giản giúp kiến trúc được neo, giằng liền khối đủ sức khoẻ sống chung với lốc xoáy và khí hậu nơi đây. Công trình xử lý hiệu quả thông gió và chiếu sáng tự nhiên, dùng pin mặt trời chuyển hoá thành điện chiếu sáng, tận dụng nước mưa, tái sử dụng nước thải & nước sinh hoạt.
Người sử dụng được tiếp cận hoặc giáo dục từ chính những ứng dụng về cách ứng xử của công trình với thiên nhiên, với cộng đồng địa phương. Điều này sẽ ảnh hưởng tới định hướng hành động trong tương lai của người sử dụng, đóng góp một phần đáng kể vào sự phát triển cân bằng sinh thái cũng như sự ổn định về kinh tế.

## Ứng dụng
Sau Vườn vệ sinh trường Sơn lập (2014) mô hình được UNICEF Việt Nam tiếp cận và nhân rộng tại trường Tiểu học Ta Ma, huyện Tuần Giáo, Điện Biên với tên gọi Vườn vệ sinh 2.

## Giải thưởng
- Giải thưởng Kiến trúc AZ 2015 (Canada)
- Huy chương Vàng Kiến trúc Châu Á 2016
- Giải thưởng Lãnh đạo tương lai Kiến trúc xanh 2016
- Giải thưởng Kiến trúc thế giới IAA 2016